# Мельник-Калужинська Галина Яківна
Галина Яківна Мельник-Калужинська (6 березня 1914, Тростянка — 13 грудня 2002, Лондон) — наречена останнього українського гетьманича Данила Скоропадського.

## Життєпис
Народилася 6 березня 1914 року в селі Тростянка, тепер Володимирського району, Волинської області. На початку Першої світової війни, передбачаючи небезпеку, дід Галини збудував у підгір'ї печеру, у якій родина перебувала під час найнебезпечніших боїв. Після закінчення війни батько Галини, вирішив розвести плантацію тютюну. Згодом польська влада оголосила монополію на вирощення тютюну. Серед населення почався бунт. Батько Галини разом з іншими потрапив у в'язницю і був засуджений на 12 років. Мати — Марися Калужинська з Галиною та її меншим братом Ясем поїхали до Варшави.
У 1936 році Галина закінчила Першу міську школу ремесел. Там вона вступає в товариський осередок «Український клуб», де співає у хорі.
9 лютого 1937 року влаштувалася на посаду модельєра трикотажних виробів німецької фірми в Лодзі.
1 вересня 1939 року її заарештувала польська поліція, та відправила до концентраційного табору для позасудового інтернування супротивників керівного режиму в Речі Посполитій II в Берези-Картузькій. Під час транспортування на станції Колюшкі біля Скерневін німецька авіація розбомбила потяг з інтернованими і їй вдалося утекти.
У Лодзі, вона знайшла роботу в майстерні, де шила одяг для сестер милосердя із Червоного Хреста, які працювали в госпіталях. Згодом вийшла заміж за лікаря Миколу Мельника, якого через деякий час заарештувало гестапо. Більше вона його не бачила. Від нього вона народила сина Андрія.
У 1943 року при Червоному Хресті у Варшаві закінчила курси медсестер і працювала в госпіталі, що містився біля німецького міста Ульма. Саме тут знайомий лікар забрав її з сином до Дрездена. В цей час розпочалися регулярні бомбардування і вона змушена була переїжджати з місця на місце.
Через Бренерський перевал в Альпах на кордоні Австрії та Італії Галина потрапила до Італії, переживши негаразди і арешти. З малою дитиною опинилась в Англії 2 грудня 1946 року. Життя почалося в таборі на півночі країни, де вона перебувала 8 місяців.
За сприяння польської письменниці й мистецтвознавця Стефанії Загорської, Галина Яківна найняла в центрі Лондона житло з чотирьох кімнат. Згодом вона прийняла на квартиру полковника Порфирія Силенка разом із його дружиною. Полковник Силенко належав до членів гетьманської організації у Варшаві, а згодом став особистим секретарем Гетьманича Данила Скоропадського.

## Наречена гетьманича
У 1948 році познайомилася із гетьманичем Данилом Скоропадським. У першу ж зустріч він дав їй свій номер телефону, проте вона за рік часу так ним і не скористалась. Потім Данило Павлович жартував, що вона виявилася єдиною жінкою, яка не зателефонувала йому першого ж вечора, чим і зацікавила. За гострий характер Гетьманич не раз називав її «волинська сіль».
Весілля Галини і Данила так і не відбулось. Практично одразу після заручин, які відбулись 15 лютого 1957 року, під час руху на мотоциклі на Данила Скоропадського було вчинено замах, а 23 лютого 1957 року після прийому гостей, через втрату свідомості, він був доставлений у лікарню Лондона, де біля 07.05 годин ранку Гетьманич помер.
Похорон Данила Скоропадського відбувся 2 березня 1957 р. на лондонському цвинтарі Гемпстед. Як фатум сприймається той факт, що на 40-й день після смерті Гетьманича, Галина втрачає їхню ненароджену дитину.
Син Андрій, який із головою поринув у студентське життя Художньої академії, дуже рано пішов із життя через тяжку недугу.
13 грудня 2002 року померла у Лондоні. Її поховали на древньому Лондонському цвинтарі Гамстед поруч із сином Андрієм.

## Громадська діяльність
Галина Яківна зібрала велику бібліотеку книг українською мовою, оригінали робіт відомих майстрів живопису як минулих століть так і сучасних українських художників. Збирала матеріали про свого нареченого та його діяльність. Серед предметів, які поступово формували її збірку були особисті речі Данила Скоропадського. Галина зберігала палицю із срібною інкрустованою ручкою — дарунок Павла Скоропадського своєму синові Данилу, робочий костюм гетьманича, у якому він загинув, золотий хрестик на ланцюжку, який Данило Павлович отримав при хрещенні, й перстень, подарований їй у день їхніх заручин.
З метою впорядкування та видання документів та листів, що збереглись, Галина Мельник-Калужинська перетворила дім на центр видавництва «Млин». Завдяки допомозі Миколи Скрипника та Андрія Кирпича, вона почала видавати «Коментарі», у яких йдеться про зародження, розвиток проблеми гетьманського руху, роль у ньому гетьманича та інших історичних осіб. Проте діяльність видавництва «Млин» цим не обмежувалася, воно було перенесене до Гааги (Нідерланди). Перу Миколи Скрипника належить вірш «Мірошниця», присвячений Галині Мельник-Калужинській, де в алегоричній формі йдеться і про видавництво «Млин», яке зародилося у 1960 році, у дні підготовки у Лондоні Святкового фестивалю українського танку, пісні і музики. Тоді було створено оргкомітет фестивалю, секретаркою якого стала Галина Мельник-Калужинська.
Крім того, Галина Яківна брала активну участь в організації художньої самодіяльності серед діаспори Лондона. Лондонський письменник Микола Скрипник опублікував подяку Мельник-Калужинській за невтомну працю в організації культурно-масової роботи серед українців Лондона.

## Поїздка на Батьківщину
У 1995 та 1998 роках Галина Яківна здійснила дві поїздки до України. Під час подорожей вона передала до Волинського краєзнавчого музею та Музею історії міста Києва цінні матеріали, що стосуються життя та діяльності Данила Скоропадського, української діаспори в Лондоні.

## Автор праць
- Мельник-Калужинська Г. Галя Мельник-Калужинська — Волинянка. Автобіографія. Луцьк. 1 вересня 1995 р. // «Роде наш красний…» / Волинь у долях краян і людських документах // Наукове видання. Група авторів / Упорядник і автор передмови Л. К. Оляндер. — Луцьк.: Вежа, 1996 р. — С. 257-260.